# Hilary (Bischof)
Hilary (* um 1110; † 13. Juli 1169) war ein englischer Geistlicher. Ab 1147 war er Bischof von Chichester.

## Herkunft
Hilary entstammte vermutlich einer nichtadligen Familie aus der Diözese Salisbury. Ein Bruder von ihm war Kanoniker an der Kathedrale von Salisbury, und zu Bischof Jocelin von Salisbury hatte er als Bischof die besten Beziehungen. Der Name Hilary war im England des 12. Jahrhunderts äußerst ungewöhnlich, eine Erklärung hierfür ist, dass er nach Hilarius von Poitiers benannt wurde, von dem die Bibliothek der Kathedrale von Salisbury um 1100 außerordentlich viele Werke angeschafft hatte. Möglicherweise war Hilary in Salisbury von einem Geistlichen unterrichtet worden. 

## Aufstieg als Geistlicher
Als junger Geistlicher gehörte Hilary zum Haushalt von Henry de Blois, dem Bischof von Winchester und Bruder von König Stephan. Bischof Henry förderte neben Jocelin de Bohun vor allem auch Hilary. Um 1140 war Hilary bereits Dekan der Kollegiatkirche von Twyneham in Hampshire. Als Vertreter des Bischofs reiste er zur päpstlichen Kurie. Bei mehreren Prozessen, die dort verhandelt wurden, zeichnete sich Hilary als versierter Anwalt und als Fachmann des in der Entwicklung befindlichen kanonischen Rechts aus. 1147 war Hilary nach der Absetzung von Erzbischof William Fitzherbert Kandidat von König Stephan für das Erzbistum York. Eine Mehrheit des Kathedralkapitels favorisierte dagegen den Zisterzienserabt Henry Murdac, so dass die Entscheidung dem Papst übertragen wurde. Papst Eugen III., der selbst dem Zisterzienserorden angehörte, entschied sich für Murdac als neuen Erzbischof, doch nur wenige Tage später ernannte er Hilary zum Bischof der seit 1145 vakanten Diözese Chichester.

## Bischof von Chichester

### Loyaler Unterstützer von König Stephan
Auch wenn Hilary selbst ein Fachmann im Kirchenrecht und als Geistlicher durch die Unterstützung des Papstes Bischof geworden war, wurde er zu einem der wichtigsten Bischöfe, die die Politik der englischen Könige unterstützten. Er vertrat entschieden die Auffassung, dass die Staatsgewalt Vorrang vor kirchlichen Interessen hätte. Als einer von drei englischen Bischöfen nahm er als Gesandter von König Stephan 1148 am Konzil zu Reims teil, wo er den Versuch des Königs entschuldigte, die Teilnahme von Erzbischof Theobald am Konzil zu verhindern. Der Papst entgegnete daraufhin recht scharf, dass Hilary eher eine Waffe des Königs als ein Sohn der Kirche sei. Noch in Frankreich sollte Hilary dann im Auftrag des Papstes Gilbert Foliot zum neuen Bischof von Hereford weihen, doch Hilary weigerte sich, da die Wahl Foliots noch nicht von König Stephan bestätigt worden war. König Stephan belohnte Hilary für seine Dienste mit einer Pfründe in Pevensey in Sussex und der Ernennung zum Kaplan der Königin, womit er zu deren Haushalt gehörte.

### Unterstützer von König Heinrich II.
Hilary gelang es, dass er auch bei König Stephans Gegenspieler und Nachfolger Henry of Anjou in hoher Gunst stand. Nachdem dieser 1154 König geworden war, ernannte er Hilary zum Sheriff von Sussex. Damit war Hilary einer der wenigen Bischöfe, die dieses Verwaltungsamt ausübten. Von 1160 bis 1162 hatte er das Amt des Sheriffs erneut inne. Hilary hatte erheblichen Anteil bei den Versuchen von Heinrich II., nach dem Thronfolgekrieg, der sogenannten Anarchie, England wieder zu befrieden. 1155 gehörte er zum Gefolge des Königs, als dieser während der Rebellion von Hugh de Mortimer Bridgnorth Castle in Shropshire belagerte. Als Richter im Auftrag des Königs bereiste Hilary 1156 mehrere Grafschaften. Im Auftrag des Königs schrieb er Papst Alexander III. einen Brief, in dem er die Kanonisation von Eduard dem Bekenner unterstützte. 1161 gehörte er zu den Prälaten, die die Kanonisation von Eduard in Westminster Abbey verkündeten.

### Der Konflikt mit Battle Abbey und mit Thomas Becket
Als Bischof von Chichester beanspruchte Hilary die geistliche Oberhoheit über Battle Abbey. Dieser Anspruch wurde jedoch von den Äbten des Klosters zurückgewiesen. Auf einer Ratsversammlung in Colchester bestätigte Heinrich II. 1157 die Exemtion des königlichen Eigenklosters. Als zuständiger Diözesanbischof hatte Hilary dem König widersprochen, womit er sich den Zorn des Königs zugezogen hatte. Nachdem sich Hilary jedoch wieder dem König unterworfen hatte, verzieh ihm dieser rasch. Bei der Ratsversammlung in Colchester begann auch wohl die Feindschaft zwischen Hilary und dem königlichen Kanzler Thomas Becket. Becket hatte öffentlich angedeutet, dass er Hilary für einen Heuchler hielt. Diese Kränkung verzieh Hilary ihm nicht. Zwar unterstützte er 1162 die Wahl von Becket zum Nachfolger des verstorbenen Theobald zum Erzbischof von Canterbury, doch vor allem, weil dies der Wunsch des Königs war. Als es bereits im kommenden Jahr zu einem schweren Konflikt zwischen dem König und seinem ehemaligen Kanzler kam, unterstützte Hilary konsequent den König. Auf der Ratsversammlung von Northampton 1164 entgegnete er Becket, dass diejenigen, die er als Kanzler nicht gemocht hatte, nun den König gegen ihn unterstützen würden. Nach der Flucht von Becket gehörte Hilary im November 1164 der königlichen Gesandtschaft an, die zu Papst Alexander III. nach Sens reiste. Dort scheiterte jedoch der Versuch, den Papst zu überreden, päpstliche Legaten nach England zu senden, um den Streit zwischen König und Becket zu entscheiden.

### Wirken als Bischof von Chichester
In seinen ersten Jahren als Bischof wurde Hilary häufig von Erzbischof Theobald von Canterbury beauftragt, um kirchliche Streitfälle zu untersuchen, die Theobald als Metropolit oder als beauftragter päpstlicher Richter entscheiden sollte. Später wurde Hilary selbst mehrfach als beauftragter päpstlicher Richter mit Entscheidungen in kirchlichen Streitfällen beauftragt. Für seine Diözese war Hilary anscheinend ein gewissenhafter Verwalter und Seelsorger, auch wenn nur wenige Urkunden aus seiner Amtszeit erhalten sind. Innerhalb eines Jahres nach seiner Weihe setzte er mehrere organisatorische Verbesserungen in der Verwaltung durch.
Zu Beginn seines Episcopats 1148 erhielt er von einem gewissen William Burdard, von William d’Aubigny, 1. Earl of Arundel und von Graf Johann I. von Eu Besitzungen zurück. Teile dieser Ländereien hatte die Diözese wohl während der Anarchie verloren, doch mit den Grafen von Eu hatte über den Besitz von Bexhill etwa 60 Jahre lang ein Streit geherrscht. Als einer der ersten englischen Bischöfe versuchte Hilary sicherzustellen, dass Vikare, die die seelsorgerische Arbeit in den Pfarreien erledigten, feste Anteile an den Einkünften der Pfarreien erhielten. Der Kathedralbibliothek von Chichester schenkte Hilary ein Manuskript mit den Sentenzen von Petrus Lombardus. Damit brachte er eines der ältesten erhaltenen Werke der damals führenden Theologieschule von Paris nach England. Obwohl Hilary vor allem als Jurist, als Politiker und als Verwalter tätig war, hatte er auch Anteil an der Reform von Säkularkanonikerstiften, die in Klöster oder Augustiner-Niederlassungen umgewandelt wurden. Während seiner Amtszeit wurde sein altes Stift von Twyneham und das von St Nicholas in Arundel umgewandelt. Nach dem Tod von Bischof Robert de Bethune von Hereford 1148, der ein großzügiger Förderer des Kanonikerstifts Llanthony Secunda in Gloucestershire gewesen war, unterstützte Hilary energisch die Interessen dieses Stiftes, das von seiner eigenen Diözese weit entfernt lag. 